# Grabiały
Grabiały (lit. Grabijolai) − wieś na Litwie, w rejonie wileńskim, 6 km na północny zachód od Duksztów, zamieszkana przez 1 osobę. Wieś leży głównie na południowym brzegu Wilii, ale część zabudowań znajduje się także na brzegu północnym. Przed II wojną światową rzeką biegła granica polsko-litewska. Północna, mniejsza część wsi znajdowała się wówczas w Polsce, w powiecie wileńsko-trockim województwa wileńskiego.